# Sabine Jünger
Sabine Jünger (Königs Wusterhausen, 1973. május 21. –) német politikus. 1991-ben érettségizett, majd teológiát hallgatott Berlinben. 1992-től ugyanott jogi tanulmányokat folytatott, később Hagenben tanult. Politikai pályafutását 1991-ben kezdte, ekkor lett a PDS tagja. Nyíltan leszbikus, egy gyermeke van. Nyíltan ateista.